# Малеева, Катерина
Катерина Георгиева Малеева (болг. Катерина Георгиева Малеева; р. 7 мая 1969, София) — болгарская теннисистка, победительница 13 турниров Virginia Slims и WTA в одиночном и парном разрядах. Сестра Мануэлы и Магдалены Малеевых.

## Личная жизнь
Катерина Малеева — вторая из трёх дочерей инженера Георгия Малева и девятикратной чемпионки Болгарии Юлии Берберян. И старшая сестра Мануэла, и младшая, Магдалена, также занимались профессиональным теннисом на самом высоком уровне.
В 1994 году Катерина вышла замуж за тренера Георгия Столменова.

## Спортивная карьера

### Начало карьеры: 1984—1987
В 1984 году Катерина Малеева стала одной из лучших теннисисток-юниорок в мире. За этот год она выиграла Открытый чемпионат США среди девушек и чемпионат Европы в возрасте до 18 лет, а также дошла до финала Открытого чемпионата Франции среди девушек и престижного юниорского турнира Orange Bowl в возрастной категории до 18 лет. В этом же году она завоевала и свой первый титул в профессиональных турнирах, выиграв турнир ITF в Лионе. В июле она уже была приглашена в национальную сборную и одержала свои первые победы над соперницами из Великобритании и СССР.
В 1985 году Катерина выиграла свои первые турниры Virginia Slims — два в одиночном разряде и ещё один в паре со старшей сестрой Мануэлой. В финале турнира в Орландо, победив двух посеянных соперниц, она только в финале уступила бесспорной фаворитке Мартине Навратиловой. В Кубке Федерации она выиграла все четыре своих встречи в одиночном разряде, в том числе у Мимы Яушовец, Джо Дьюри и Гелены Суковой, а в парах две встречи из четырёх, дойдя со сборной до полуфинала Мировой группы. В парах она выиграла также турнир ITF в своей родной Софии. Следующий год был для неё не столь успешным. Лучшим результатом в одиночном разряде для неё стал выход в четвёртый круг на Открытом чемпионате Франции, а в парах они с Мануэлой там же дошли до четвертьфинала, а на Открытом чемпионате Японии в Токио до финала. В обоих случаях на их пути стала Штеффи Граф: в Париже с Габриэлой Сабатини, а в Токио — с Беттиной Бунге.
В 1987 году Катерина выиграла два турнира Virginia Slims в одиночном разряде: в апреле в Токио и в октябре в Афинах. После этого она вошла в число 16 сильнейших теннисисток мира и приняла участие в итоговом турнире года. Там, однако, она в первом же круге проиграла посеянной четвёртой Пэм Шрайвер. В парах её лучшим результатом стал второй подряд финал Открытого чемпионата Японии, снова со старшей сестрой. Со сборной она второй раз за карьеру дошла до полуфинала Кубка Федерации, выиграв по пути все три своих матча, но в полуфинале болгарки уступили американкам с сухим счётом, а сама Катерина проиграла как в одиночном разряде Шрайвер, так и в паре.

### Пик карьеры в одиночном разряде: 1988—1991
За 1988 год Катерина Малеева пять раз играла в финалах турниров только что образованного WTA-тура — трижды в одиночном разряде и дважды в парах, но только раз сумела добиться победы. Дважды, в Сан-Антонио и Гамбурге, путь к титулу ей преграждала практически непобедимая в тот год Штеффи Граф. Она же заставила Малееву сложить оружие в четвертьфинале Открытого чемпионата США, а в четвёртом круге Уимблдонского турнира и в третьем круге на Олимпиаде в Сеуле Малееву остановила Шрайвер. Тем не менее Катерина в конце года снова играла в итоговом турнире и опять проиграла в первом же круге. В парах она выступала с разными партнёршами, не добившись стабильных успехов ни с одной из них, и, несмотря на два выхода в финал, закончила год во второй сотне рейтинга.
За 1989 год Катерина выиграла рекордные для своей карьеры три турнира в одиночном разряде и по разу проиграла в финале в одиночном и парном разрядах. Однако все эти турниры относились к низшей категории WTA-тура, и выше в рейтинге Катерина благодаря этим успехам продвинуться так и не смогла, так как в крупных турнирах выступала невыразительно и только раз сумела победить соперницу из первой десятки рейтинга. Напротив, в 1990 году, хотя она и выиграла только один турнир, её рядовые результаты стали более стабильными: на Открытом чемпионате Австралии, Открытом чемпионате Франции и Уимблдонком турнире она дошла до четвертьфинала, а на Открытом чемпионате Канады, турнире I категории в Монреале до финала. После этого она поднялась на шестую строчку в рейтинге, высшую в карьере. В конце сезона, после проигрыша в четвёртом круге Открытого чемпионата США, она четыре раза подряд выходила в полуфиналы турниров WTA, а закончила год выходом в четвертьфинал на итоговом чемпионате WTA. За год она записала в свой актив четыре победы над соседками по первой десятке рейтинга — Мартиной Навратиловой, Аранчей Санчес Викарио и Габриэлой Сабатини. В парном разряде её успехи были более скромными, и лучший результат она показала в Монреале, выйдя с Лори Макнил в полуфинал.
За 1991 год Катерина три раза доходила до финала на турнирах WTA в одиночном разряде, в том числе второй год подряд на Открытом чемпионате Канады, и в третий раз за карьеру выиграла турнир в Индианаполисе. Она также повторила прошлогодний результат на Открытом чемпионате Австралии, снова выйдя в четвертьфинал. В четвёртом круге Открытого чемпионата Австралии она взяла верх над младшей сестрой Магдаленой, на тот момент 75-й в мире, а в полуфинале в Торонто над Мануэлой, десятой в мире. Она закончила сезон на одиннадцатом месте в рейтинге и в четвёртый раз вышла в итоговый турнир года, где опять сразу же проиграла, на сей раз Сабатини.

### Завершение карьеры: 1992—1996
В первой половине 1992 года Катерина начала активно продвигаться вверх в иерархии теннисисток в парном разряде. После победы в Эссене и выхода в финал на Открытом чемпионате Италии, турнире I категории, она вошла в первую сотню в парном разряде. Однако неудачная концовка сезона отбросила её на прежние позиции. В одиночном разряде, не добиваясь выдающихся успехов, но семь раз побывав в полуфиналах разных турниров и в четвертьфинале на Уимблдоне, она сумела сохранить за собой место в числе 16 сильнейших и в пятый раз принять участие в итоговом турнире года, где её на этот раз выбила из борьбы в первом круге Кончита Мартинес. В Барселоне Катерина приняла участие в своей второй Олимпиаде, но, как и в прошлый раз, быстро зачехлила ракетку, проиграв уже во втором круге Евгении Манюковой. В парном разряде, где Катерина была заявлена вместе с Магдаленой, сёстры вообще не вышли на корт в первом же матче.
1993 год Катерина сумела закончить в числе ста сильнейших как в одиночном, так и в парном разряде. В одиночном разряде она дошла до четвёртого круга на Открытых чемпионатах Австралии и Франции и до четвертьфинала на Открытом чемпионате США, где для этого ей пришлось победить в четвёртом круге Магдалену, уже обогнавшую её в рейтинге. Закончила сезон она выходом в финал на турнире в Квебеке, где проиграла Натали Тозья. Интересно, что в парах лучшие результаты в сезоне она показала именно с Тозья: сначала они дошли до четвертьфинала на Открытом чемпионате Франции, а потом победили в Квебеке.
В 1994 году Катерина Малеева добилась высшего успеха в карьере, когда дошла до финала Открытого чемпионата США в паре с Роби Уайт. К этому моменту она занимала 139 строчку в парном рейтинге, и они с Уайт не были в числе посеянных пар, но последовательно победили одиннадцатую, четвёртую и первую пары турнира, лишь в финале проиграв посеянным вторыми Яне Новотной и Аранче Санчес. Этот успех поднял Катерину на более чем сто мест в рейтинге парных игроков, но оказался одноразовым: после этого ей уже не удавалось дойти до финала в парах. В одиночном разряде через два месяца после этого она выиграла турнир в Квебеке, завоевав последний титул в карьере и благодаря этой победе в очередной раз финишировав в Top-50.
В 1995 году Катерина Малеева провела последние матчи за сборную Болгарии. Она продолжала выступать весь 1996 год, приняв в том числе участие в своей третьей Олимпиаде, но ни в одном турнире не смогла выиграть больше, чем один матч подряд. В конце года она приняла решение об уходе.

## Участие в финалах турниров за карьеру (30)
| Легенда                 |
| ----------------------- |
| Большой шлем (1)        |
| Итоговый турнир WTA (0) |
| I категория (3)         |
| II категория (2)        |
| III категория (5)       |
| IV категория (3)        |
| V категория (8)         |
| VS (8)                  |

### Одиночный разряд (20)

#### Победы (11)
| №   | Дата        | Турнир                            | Покрытие | Соперница в финале    | Счёт в финале |
| --- | ----------- | --------------------------------- | -------- | --------------------- | ------------- |
| 1.  | 1 апр 1985  | Сибрук-Айленд, Ю. Каролина, США   | Грунт    | Вирджиния Рузичи      | 6-3, 6-3      |
| 2.  | 4 ноя 1985  | Хилверсюм, Нидерланды             | Ковёр    | Карина Карлссон       | 6-3, 6-2      |
| 3.  | 13 апр 1987 | Открытый чемпионат Японии, Токио  | Хард     | Барбара Геркен        | 6-2, 6-3      |
| 4.  | 5 окт 1987  | Athens Trophy, Греция             | Грунт    | Жюли Алар             | 6-0, 6-1      |
| 5.  | 24 окт 1988 | Индианаполис, США                 | Хард (i) | Зина Гаррисон         | 6-3, 2-6, 6-2 |
| 6.  | 24 июл 1989 | Открытый чемпионат Швеции, Бостад | Грунт    | Сабина Хак            | 6-1, 6-3      |
| 7.  | 16 окт 1989 | Байонна, Франция                  | Хард (i) | Кончита Мартинес      | 6-2, 6-2      |
| 8.  | 30 окт 1989 | Индианаполис (2)                  | Хард (i) | Раффаэлла Реджи       | 6-4, 6-4      |
| 9.  | 26 мар 1990 | Хьюстон, США                      | Грунт    | Аранча Санчес Викарио | 6-1, 1-6, 6-4 |
| 10. | 11 ноя 1991 | Индианаполис (3)                  | Хард (i) | Одра Келлер           | 7-6(1), 6-2   |
| 11. | 31 окт 1994 | Bell Challenge, Квебек, Канада    | Ковёр    | Бренда Шульц          | 6-3, 6-3      |

#### Поражения (9)
| №  | Дата        | Турнир                                            | Покрытие | Соперница в финале    | Счёт в финале    |
| -- | ----------- | ------------------------------------------------- | -------- | --------------------- | ---------------- |
| 1. | 22 апр 1985 | Орландо, США                                      | Грунт    | Мартина Навратилова   | 6-1, 6-0         |
| 2. | 29 фев 1988 | Чемпионат США на твёрдых кортах, Сан-Антонио, США | Хард     | Штеффи Граф           | 6-4, 6-1         |
| 3. | 25 июл 1988 | Гамбург, ФРГ                                      | Грунт    | Штеффи Граф           | 6-4, 6-2         |
| 4. | 31 июл 1989 | София, Болгария                                   | Грунт    | Изабель Куэто         | 6-2, 7-6(3)      |
| 5. | 16 апр 1990 | Тампа, США                                        | Грунт    | Моника Селеш          | 6-1, 6-0         |
| 6. | 30 июл 1990 | Открытый чемпионат Канады, Монреаль               | Хард     | Штеффи Граф           | 6-1, 6-7(8), 6-3 |
| 7. | 5 авг 1991  | Открытый чемпионат Канады, Торонто (2)            | Хард     | Дженнифер Каприати    | 6-2, 6-3         |
| 8. | 19 авг 1991 | Вашингтон, США                                    | Хард     | Аранча Санчес Викарио | 6-2, 7-5         |
| 9. | 1 ноя 1993  | Bell Challenge, Квебек, Канада                    | Хард (i) | Натали Тозья          | 6-4, 6-1         |

### Парный разряд (10)

#### Победы (2)
| №  | Дата        | Турнир                                          | Покрытие | Партнёр         | Соперницы в финале              | Счёт в финале |
| -- | ----------- | ----------------------------------------------- | -------- | --------------- | ------------------------------- | ------------- |
| 1. | 22 июл 1985 | Чемпионат США на грунтовых кортах, Индианаполис | Грунт    | Мануэла Малеева | Пенни Барг-Мейджер Пола Смит    | 3-6, 6-3, 6-4 |
| 2. | 3 фев 1992  | Nokia Grand Prix, Эссен, Германия               | Ковёр    | Барбара Риттнер | Сабин Аппельманс Клаудиа Порвик | 7-5, 6-3      |

#### Поражения (8)
| №  | Дата        | Турнир                            | Покрытие | Партнёр         | Соперницы в финале                | Счёт в финале    |
| -- | ----------- | --------------------------------- | -------- | --------------- | --------------------------------- | ---------------- |
| 1. | 8 сен 1986  | Pan Pacific Open, Токио, Япония   | Ковёр    | Мануэла Малеева | Беттина Бунге Штеффи Граф         | 6-1, 6-7(7), 6-2 |
| 2. | 14 сен 1987 | Pan Pacific Open, Токио (2)       | Ковёр    | Мануэла Малеева | Робин Уайт Энн Уайт               | 6-1, 6-2         |
| 3. | 11 июл 1988 | Брюссель, Бельгия                 | Грунт    | Раффаэлла Реджи | Мерседес Пас Тина Шойер-Ларсен    | 7-6(3), 6-1      |
| 4. | 8 авг 1988  | София, Болгария                   | Хард (i) | Сабрина Голеш   | Кончита Мартинес Барбара Паулюс   | 1-6, 6-1, 6-4    |
| 5. | 24 июл 1989 | Открытый чемпионат Швеции, Бостад | Грунт    | Сабрина Голеш   | Мерседес Пас Тина Шойер-Ларсен    | 6-2, 7-5         |
| 6. | 5 May 1992  | Открытый чемпионат Италии, Рим    | Грунт    | Барбара Риттнер | Моника Селеш Гелена Сукова        | 6-1, 6-2         |
| 7. | 1 ноя 1993  | Bell Challenge, Квебек, Канада    | Хард (i) | Натали Тозья    | Катрина Адамс Манон Боллеграф     | 6-4, 6-4         |
| 8. | 29 авг 1994 | Открытый чемпионат США, Нью-Йорк  | Хард     | Робин Уайт      | Яна Новотна Аранча Санчес Викарио | 6-3, 6-3         |

## Статистика выступлений в центральных турнирах в одиночном разряде за карьеру
| Турнир                       | 1985 | 1986 | 1987 | 1988 | 1989 | 1990 | 1991 | 1992 | 1993 | 1994 | 1995 | Итого  | В / П за карьеру |
| ---------------------------- | ---- | ---- | ---- | ---- | ---- | ---- | ---- | ---- | ---- | ---- | ---- | ------ | ---------------- |
| Открытый чемпионат Австралии | 3К   | -    | -    | -    | -    | 1/4  | 1/4  | 4К   | 4К   | 1К   | 1К   | 0 / 7  | 16—7             |
| Открытый чемпионат Франции   | 3К   | 4К   | 4К   | 1К   | 4К   | 1/4  | 3К   | 2К   | 4К   | 2К   | 1К   | 0 / 11 | 22—11            |
| Уимблдонский турнир          | 1К   | 3К   | 1К   | 4К   | -    | 1/4  | 4К   | 1/4  | 1К   | 1К   | 1К   | 0 / 10 | 16—10            |
| Открытый чемпионат США       | 1К   | 3К   | 3К   | 1/4  | 2К   | 4К   | 3К   | 3К   | 1/4  | 2К   | -    | 0 / 10 | 21—10            |
| VS Championships             | -    | -    | 1К   | 1К   | -    | 1/4  | 1К   | 1К   | -    | -    | -    | 0 / 5  | 1—5              |
| Олимпийские игры             | -    | -    | -    | 3К   | -    | -    | -    | 2К   | -    | -    | -    | 0 / 2  | 3—2              |

## Факты
Семье Малеевых принадлежит ряд достижений, связанных с одновременным выступлением её членов в теннисных соревнованиях:
- В 1989 году Болгарию представляли в Кубке Федерации все три сестры Малеевых[7]. В 1986 и 1987 году за сборную выступали Мануэла и Катерина вместе со своей матерью Юлией Берберян[8]
- На Открытом чемпионате Франции 1990 года впервые в истории три сестры одновременно были представлены в основной сетке турнира Большого шлема, а в 1993 году впервые в истории все три сестры были в числе посеянных на турнире Большого шлема[9]
- В апреле 1992 года все три сестры входили в число 15 лучших теннисисток мира[9]
- В общей сложности сёстры Малеевы победили девять бывших первых ракеток мира[7]
- Болгария находится на седьмом месте среди стран по количеству представительниц в первой десятке женского тенниса за всю историю рейтинга WTA[7]